# Лампа с нажежаема жичка
Лампа с нажежаема жичка (наричана обикновена електрическа лампа, както и крушка заради формата на първите лампи) е осветителен уред, източник на изкуствена светлина, която се излъчва от проводник, нагрят от протичането на електрически ток през него. Преобразува електричната енергия в светлинна.
Лампата с нажежаема жичка е създадена от А. Лодигин през 1872 г. Представлявала е стъклен балон, изпълнен с въздух, в който са запоени два дебели медни проводника, съединени с въглена пръчица. При пускане на ток през лампата въглената пръчица свети не повече от половин час и изгаря. През 1875 г. Томас Едисон изтеглил въздуха от балона и така удължил живота ѝ. По-късно, през 1890 г. А. Лодигин доусъвършенствал електрическата крушка, като поставил жичка от волфрам и изпълнил балона с азот.

## Принцип на действие
В лампата с нажежаема жичка се използва ефектът на нагряване на проводник с високо съпротивление (най-често сплав на волфрама) при протичане през него на електрически ток. За получаване на видимо излъчване на светлина е необходимо температурата да се повиши до няколко хиляди градуса.
Само малка част от излъчваната светлина е във видимия за човешкото око спектър, а основен дял се пада на инфрачервените лъчи. Част от потребената енергия се „хаби“ в процесите на топлоотдаване и топлопроводимост. За увеличаване на така наречената „бяла“ светлина е необходимо да се увеличи и температурата на нагряване на проводника, поради което се използват метали с висока точка на топене – най-често волфрам (3410 °С) и по-рядко осмий (3045 °С).
Във въздушна среда при такава температура на нагряване волфрамът би се превърнал в оксид (т.е. би изгорял), което налага проводникът да бъде защитен в стъклен балон (колба). Първоначално използваните колби са били вакуумирани, при което става изпарение на метала, бързо изтъняване на спиралата и затъмняване на стъклото на колбата. Ето защо по-късно започва запълването на колбите с благороден газ, най-често с аргон. Вакуумирани колби се използват и сега, но за лампи с малка мощност.

## Конструкция
Лампата с нажежаема жичка се състои най-общо от 3 елемента – цокъл, проводници и стъклен балон (колба).
- Цокълът е основа на лампата с винтова резба (предложена още от Едисон) и има за задача да свърже лампата с източника на електрически ток и да поддържа другите ѝ съставни части.
- Стъкленият балон (колбата) защитава нагряващия се проводник от околната среда (най-вече от кислорода).
  - Колкото по-голяма е мощността на лампата, толкова по-голям е обемът на балона.
  - При съвременните лампи балонът е изпълнен с буферен газ, което намалява скоростта на изпарение на нагрявания метал. Тъй като използването на благороден газ оскъпява лампите, като компромис е възприето да се добавя азот. При по-скъпите лампи се използват газовете криптон и ксенон.
- Нагряващият се проводник в съвременните лампи е под формата на двойна винтова линия от волфрамово-осмиева сплав, най-често с дебелина 40 – 50 µm.

## КПД и алтернативи
Приблизително 95% от енергията, консумирана от лампата с нажежаема жичка, се отделя като топлина, а само 5% – като видима светлина. За да отдели определено количество светлина, лампа с нажежаема жичка с КПД 5% произвежда повече топлина (и консумира повече енергия) от луминесцентна лампа (с КПД 7% – 15%).
Възможни заместители на стандартната лампа с нажежаема жичка за целите на осветление са:
- луминесцентни лампи, които често се използват за осветление от търговски и държавни предприятия заради по-високия си КПД и по-дълъг експлоатационен срок;
- халогенни лампи;
- компактни луминесцентни лампи (наричани още енергоспестяващи лампи), които могат да се поставят в същите фасунги, както и стандартната крушка с нажежаема жичка, което позволява 100 W стандартна крушка с нажежаема жичка да се замени с 23 W компактна луминесцентна лампа, която да произвежда същото количество светлина и има над 8 пъти по-дълъг живот.
- светодиоди (LED) – имат по-висок КПД от луминесцентните лампи и са екологично по-чист продукт. Като недостатък може да се посочи високата им цена, но с нарастване на производството им в световен мащаб цената се понижи значително, дотолкова че инвестицията в светодиодно осветление се възвръща бързо от намаленото потребление на електричество.

Европейският съюз забранява изцяло пускането на пазара след 1 септември 2012 г. на всички разновидности на класическите крушки с нажежаема жичка, предназначени за осветление в бита (крушките за специално приложение не са забранени), с мощност от 25 до 100 W. Мярката трябва да спомогне за реализирането на общоевропейския план за повишаване с 20% до 2020 г. на енергийната ефективност на европейската икономика.
Планът предвижда премахването на крушките с жичка от пазара да става постепенно, като първи спират да се пускат на пазара крушките с мощност 100 W (от 1 септември 2009 г.). От същата дата през 2010 г. спира пускането на пазара на 75-ватови крушки, през 2011 г. – на 60-ватовите крушки, а на 1 септември 2012 г. – и на най-слабите крушки с нажежаема жичка от 25 – 40 W.
Преди ЕС няколко държави в света обявяват пълния си или частичен отказ от нажежаемите крушки, в т. ч. Австралия, Нова Зеландия, Канада и Филипините. САЩ предвиждат най-често срещаните крушки с нажежаема жичка да бъдат премахнати до края на 2014 г.